# Paul Faucher (Leichtathlet)
Paul Faucher (* 12. Februar 1920 in La Crèche; † 15. April 2007 in Ballainvilliers) war ein französischer Weitspringer.
Bei den Leichtathletik-Europameisterschaften 1950 in Brüssel wurde er Siebter und bei den Olympischen Spielen 1952 in Helsinki Achter.
Von 1950 bis 1952 wurde er dreimal in Folge Französischer Meister. Seine persönliche Bestleistung von 7,59 m stellte er am 2. Juli 1950 in Niort auf.